# Аврији (Оверња)
Аврији (фр. Avrilly) насеље је и општина у централној Француској у региону Оверња, у департману Алије која припада префектури Виши.
По подацима из 2011. године у општини је живело 150 становника, а густина насељености је износила 13,07 становника/km². Општина се простире на површини од 11,48 km². Налази се на средњој надморској висини од 280 метара (максималној 312 m, а минималној 234 m).

## Демографија
| 1962. | 1968. | 1975. | 1982. | 1990. | 1999. | 2011. |
| ----- | ----- | ----- | ----- | ----- | ----- | ----- |
| 248   | 289   | 241   | 193   | 159   | 179   | 150   |

График промене броја становника у току последњих година